# 瀘江鰶
瀘江鰶（学名：Hemiculter songhongensis），為輻鰭魚綱鯉形目鲴科鰶属的其中一種。分布於亞洲越南淡水流域，棲息在河川底中層水域，生活習性不明。